# Cantón de Cayena-Centro
El cantón de Cayena-Centro (en francés canton de Cayenne-Centre) era una división administrativa francesa, que estaba situada en el departamento y la región de Guayana Francesa.

## Composición
El cantón estaba formado por una fracción de la comuna de Cayena.

## Supresión de los cantones
El 31 de diciembre de 2015, los cantones de Guayana Francesa fueron suprimidos, en aplicación de la ley n.º 2011-884, de 27 de julio de 2011, relativa a las colectividades de Guayana Francesa y Martinica; y específicamente de su artículo 8.º, apartado L558-3 y la comuna de Cayena pasó a formar la nueva sección de Cayena.